# Fulton County (Georgie)
Fulton County je okres ve státě Georgie ve Spojených státech amerických. K roku 2012 zde žilo 977 773 obyvatel. Správním městem okresu je Atlanta. Celková rozloha okresu činí 1 385 km². Vznikl 20. prosince 1853.

## Historie
Okres vznikl v roce 1853 ze západní půlky okresu DeKalb County. Své jméno získal podle Hamiltona Fultona, zeměměřiče železniční společnosti Western and Atlantic Railroad; dříve se mylně uvádělo pojmenování po Robertu Fultonovi, vynálezci parníku.